# Jalo de Vries
Jan-Lodewijk ("Jalo") de Vries (Hellendoorn, 21 mei 1972) is een voormalig Nederlandse waterpolospeler.
Jan-Lodewijk de Vries nam eenmaal deel aan de Olympische Spelen, in 1992. Hij eindigde met het Nederlands team op de negende plaats. In de competitie kwam De Vries uit voor VZC Veenendaal, Polar Bears en Het Ravijn.
Marc van Belkum · 
Bert Brinkman · 
Arie van de Bunt · 
Robert Havekotte · 
Koos Issard · 
John Jansen · 
Gijs van der Leden · 
Harry van der Meer · 
Hans Nieuwenburg · 
Remco Pielstroom · 
John Scherrenburg · 
Jalo de Vries · 
Jan Wagenaar